# Sandacz amerykański
Sandacz amerykański (Sander vitreus) – gatunek ryby okoniokształtnej z rodziny okoniowatych (Percidae). Występuje w słodkich, rzadziej w słonawych wodach Ameryki Północnej. Dorasta maksymalnie do 107 cm, przeciętnie ok. 54 cm długości. Poławiany komercyjnie i przez wędkarzy, hodowany w akwakulturze. Spotykany w akwariach publicznych.